# Peleas de Abajo
Peleas de Abajo település Spanyolországban,  Zamora tartományban. Peleas de Abajo Cazurra, Casaseca de las Chanas, Jambrina, Santa Clara de Avedillo, Corrales del Vino, Casaseca de Campeán és Morales del Vino községekkel határos. Lakosainak száma 255 fő (2024).

## Népesség
A település népessége az utóbbi években az alábbiak szerint változott:
| Lakosok száma | 295  | 268  | 290  | 288  | 236  | 207  | 288  | 283  | 252  | 255  |
|               | 2001 | 2004 | 2007 | 2009 | 2012 | 2014 | 2017 | 2019 | 2022 | 2024 |